# Riccardo Campa
Riccardo Campa (ur. 4 maja 1967 w Mantui we Włoszech) – profesor zwyczajny socjologii Uniwersytetu Jagiellońskiego w Krakowie. Ukończył nauki polityczne i filozofię na Uniwersytecie Bolońskim i uzyskał doktorat w dziedzinie socjologii na Uniwersytecie Mikołaja Kopernika w Toruniu.
Campa jest autorem czterech książek:
- Epistemological Dimensions of Robert Merton’s Sociology (2001) (Wymiary epistemologiczne Socjologii Roberta Mertona)
- Il filosofo è nudo (2001) (Filozof jest nagi)
- Etica della scienza pura (2007) (Etyka czystej nauki)
- Mutare o perire. La sfida del transumanesimo (2010) (Zmień się albo zgiń. Wyzwania transhumanizmu)

Książka Mutare o perire jest pierwszą we Włoszech monografią dotyczącą transhumanizmu.
Publikował w MondOperaio, włoskim czasopiśmie socjalistycznym. Campa założył i jest prezesem Włoskiego Związku Transhumanistycznego, jest też członkiem (Fellow) Institute for Ethics and Emerging Technologies.
15 listopada 2006 wystąpił we włoskiej telewizji RAI w programie Nascita del super-uomo (Narodziny Nadczłowieka) wraz z socjologiem Jamesem Hugesem, gerontologiem Aubreyem de Grey i filozofem Nickiem Bostromem.
Zanim związał się z uniwersytetem, Campa był podporucznikiem Korpusu Straży Skarbowej oraz dziennikarzem La Voce di Mantova i magazynu Il Mondo. Od 2010 jest wiceprzewodniczącym Komitetu Naukowego Związku Filomatów we Włoszech.
Riccardo Campa jest też muzykiem i nagrał ponad 15 albumów solowych i zespołowych.